# Antíoc Híerax
Antíoc Híerax (Grec Aντιoχoς Ἰέραξ) (el mot grec Ἰέραξ designa l'astor, el malnom li'n venia de la seva rapacitat i cobdícia), fou rei d'una part dels dominis selèucides (243 aC-227 aC). Era fill d'Antíoc II Theós i de Laodice, i germà de Seleuc II Cal·linic.
El 243 aC Seleuc li va concedir el govern de les regions de l'Àsia Menor al nord-oest del Taure. Antíoc es va comportar com a sobirà independent i va enfortir l'aliança amb el rei del Pont Ariobarzanes III, i va cercar també l'aliança dels gàlates.
El 236 aC Seleuc va decidir fer retornar al seu germà Antíoc Híerax a l'obediència i va envair els seus territoris iniciant-se l'anomenada "Guerra dels germans". La victòria d'Híerax, gràcies als gàlates, a Ancira (235 aC), va obligar Seleuc II a tornar a Síria deixant l'Àsia Menor en poder d'Híerax que havia adoptat els títols de "Rei de Cilícia i Àsia Menor", i estava casat amb una filla del rei de Bitínia Zielas (+ 228 aC).
El 230 aC el rei de Pèrgam Àtal, que havia derrotat els gàlates, va atacar Antíoc Híerax, que era aliat d'aquestos. Antíoc, després de la derrota gàlata, només tenia el suport egipci, poc significatiu. Després de tres campanyes victorioses d'Àtal, finalment Antíoc va haver de fugir i els seus dominis es van repartir entre pergamides, egipcis, macedonis (Cària), gàlates i capadocis (227 aC). Llavors, el mateix any, Antíoc es va presentar a l'Alt Eufrates on pretenia crear-se un nou regne aprofitant que Seleuc II era a Hircània lluitant contra els parts, i que tenia el suport de la seva tia Estratonice (ex dona de Demetri II de Macedònia) que va enviar uns agents a revoltar el nord de Síria al seu favor. Seleuc II va retornar a Síria i va derrotar els rebels amb certa facilitat, i va fer matar Estratonice. Antíoc va fugir (segons uns cap a Egipte o segon d'altres a Tràcia) i va morir poc després (vers 227 aC) a mans d'uns lladres.